# Північ штату Гояс (мезорегіон)
Північ штату Гояс, Мезорегіон Північний Гояс (порт. Mesorregião do Norte Goiano) — адміністративно-статистичний мезорегіон у Бразилії. Один із п'яти мезорегіонів штату Гояс. Формується шляхом об'єднання 27 муніципальних утворень, згрупованих у два мікрорегіони. Населення становить 276 858 чоловік на 2006 рік.

Займає площу 56 509,394 км². Густота населення — 4,9 чол./км².

## Склад мезорегіону
У мезорегіон входять наступні мікрорегіони:
1. Шапада-дус-Веадейрус
2. Порангату

| Бразилія | Це незавершена стаття з географії Бразилії. Ви можете допомогти проєкту, виправивши або дописавши її. |